# Sotogrande (Orense)
Sotogrande (llamada oficialmente Soutogrande) es una aldea situada en la parroquia de Sabuguido, del municipio español de Villarino de Conso, en la provincia de Orense, Galicia.

## Demografía
| Gráfica de evolución demográfica de Sotogrande entre 2000 y 2023 |
|                                                                  |
| Datos según el nomenclátor publicado por el INE.                 |